# Trușeni
Trușeni è un comune della Moldavia appartenente al Municipio di Chișinău di 7.952 abitanti al censimento del 2004

## Località
Il comune è formato dall'insieme delle seguenti località (popolazione 2004):
- Trușeni (7.546 abitanti)
- Dumbrava (406 abitanti)